# Енгожок
Енгожок — река в России, протекает по Чемальскому району Республики Алтай. Устье реки находится в 38 км от устья реки Чемал по правому берегу. Длина реки составляет 24 км.

## Притоки
- Кукая (лв)
- Нижний Кужум (пр)
- Средний Кужум (пр)
- Кызылтал (пр)
- Аккем (лв)
- Мойноскон (пр)

## Данные водного реестра
По данным государственного водного реестра России относится к Верхнеобскому бассейновому округу, водохозяйственный участок реки — Катунь, речной подбассейн реки — Бия и Катунь. Речной бассейн реки — (Верхняя) Обь до впадения Иртыша.